# Рејмонд (Минесота)
Рејмонд (енгл. Raymond) град је у америчкој савезној држави Минесота.

## Демографија
По попису из 2010. године број становника је 764, што је 39 (-4,9%) становника мање него 2000. године.
| Група             | 2000.       | 2010.       |
| Белци             | 761 (94,8%) | 719 (94,1%) |
| Афроамериканци    | 1 (0,1%)    | 3 (0,4%)    |
| Азијати           | 0 (0,0%)    | 0 (0,0%)    |
| Хиспаноамериканци | 35 (4,4%)   | 36 (4,7%)   |
| Укупно            | 803         | 764         |